# Emmanuel Habyarimana
 (juillet 2025).
Si vous disposez d'ouvrages ou d'articles de référence ou si vous connaissez des sites web de qualité traitant du thème abordé ici, merci de compléter l'article en donnant les références utiles à sa vérifiabilité et en les liant à la section « Notes et références ».
Pour les articles homonymes, voir Habyarimana.
Emmanuel Habyarimana (né sur le Plateau du Katanga) est un homme politique rwandais et ancien officier militaire.

## Biographie
Habyarimana, d'origine hutu, était un ancien membre des forces armées rwandaises dans l'État de Juvénal Habyarimana, dominé par les Hutu. Après la conquête réussie du Rwanda par le FPR, il a rejoint les Forces de défense rwandaises nouvellement constituées et a occupé le grade de colonel,.
En 1997, il est nommé ministre d'État à la Défense du gouvernement rwandais. En 2000, il est devenu ministre de la Défense du Rwanda, puis a été promu quelque temps après au grade de général de brigade. Tout en occupant ce poste, il a joué un rôle important dans les actions du Rwanda lors de la Seconde Guerre du Congo. 
En novembre 2002, il a été démis de ses fonctions de ministre de la Défense, ce que le porte-parole du gouvernement Joseph Bideri a attribué à ses opinions « extrêmement pro-Hutu ». Il a été remplacé par Marcel Gatsinzi.
Le 30 mars 2003, il a fait défection vers l'Ouganda avec plusieurs autres officiers de l'armée rwandaise, dont le lieutenant Ndayambaje et le lieutenant-colonel Balthazar Ndengeyinka.